# Zlatan Bajramović
Zlatan Bajramović (Hamburg, 12. kolovoza 1979.) je bivši bosanskohercegovački nogometaš.
Za reprezentaciju Bosne i Hercegovine nastupio je 37 puta te zabilježio tri gola. Bajramović nakon početka karijere u FC St. Pauliu, 2002. odlazi u SC Freiburg i FC Schalke 04. Međutim, od sezone 2008./2009. Bajramović je igrao u Bundesligi za Eintracht Frankfurt.  